# Liran Cohen
Liran Cohen, (hebreiska: לירן כהן) född den 14 februari 1983, är en israelisk professionell fotbollsspelare som spelar för Hapoel Ramat Gan.